# 로쿠고 마사카네

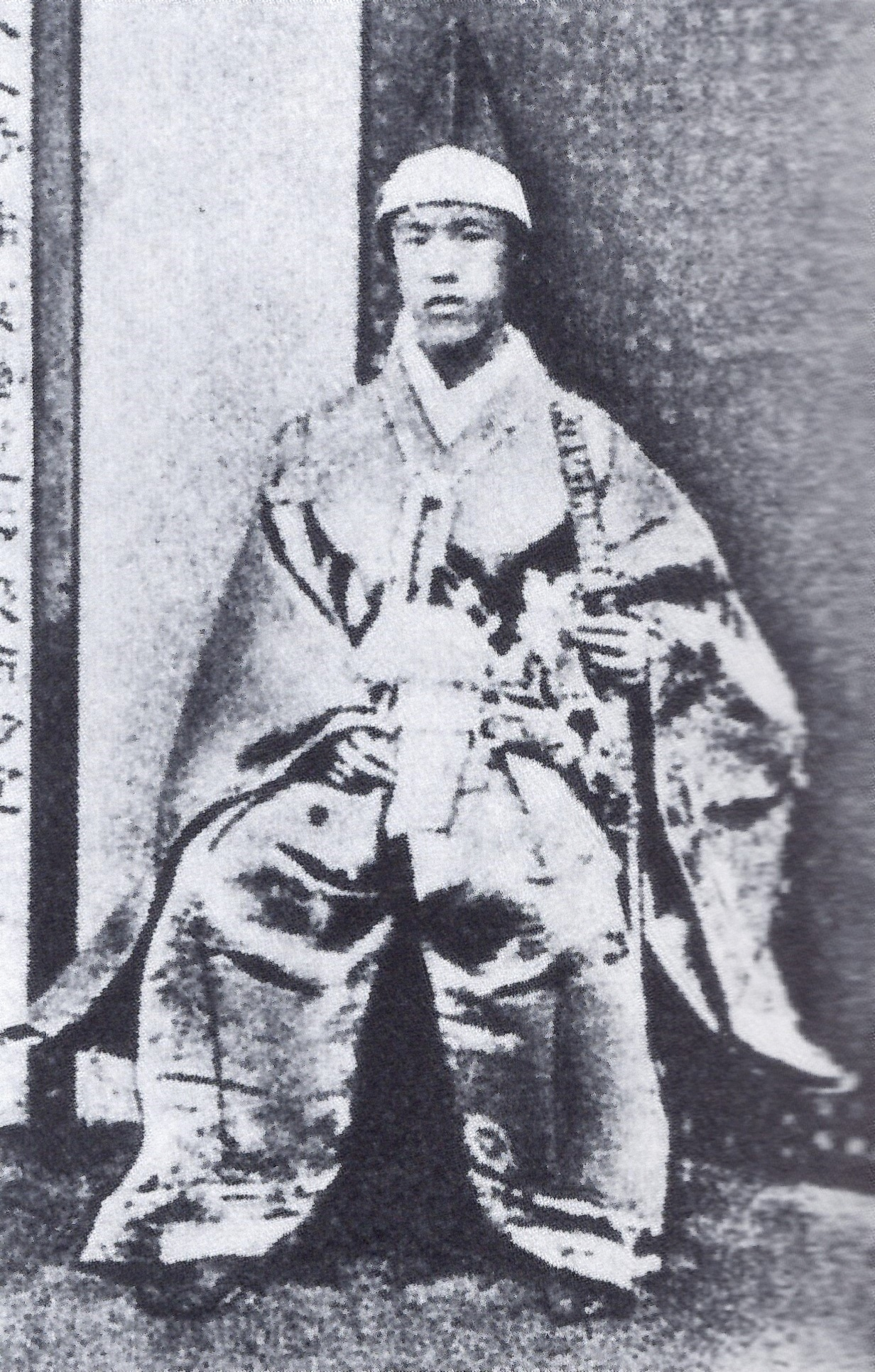
로쿠고 마사카네

로쿠고 마사카네(일본어: 六郷政鑑, 1848년 10월 29일 ~ 1907년 7월 23일)는 데와 혼조 번의 11대(마지막) 번주이다. 어릴적 이름은 가네마루(鑑丸), 조고로(長五郎)이다.
가에이 원년(1848년) 10월 3일, 혼조 번의 10대 번주 로쿠고 마사타다의 맏아들로 태어났다. 분큐 원년
(1861년), 아버지 마사타다가 사망하자 번주직을 계승하였다.
게이오 4년(1868년), 보신 전쟁이 일어나자 오우에쓰 열번 동맹에 가담하지 않고 신정부군 편에 서서 막부측인 쇼나이번과 싸웠으나, 군세가 약하고 무기가 구식인 탓에 쇼나이 번 군대에 패배하여, 8월 6일에 성에 불을 지르고 패주하였다. 이후 신정부군에 의해 구조되었다. 전쟁이 끝난 뒤 신정부측에 가담한 공적으로 영지 1만 석을 추가받아 3만 석을 보유하게 되었다. 메이지 2년(1869년), 판적봉환에 따라 지번사가 되었고, 메이지 4년(1871년)에는 폐번치현으로 인해 면직되었다. 1884년에 자작이 되었고, 도쿄로 옮겨왔으나, 만년에는 고향인 혼조에서 여생을 보냈다. 1907년, 60세로 사망하였다.
| 전임 로쿠고 마사타다 | 제11대 혼조 번 번주 1861년 ~ 1871년 | 후임 폐번치현 |